# Cycloocta-1,5-diène
Le cycloocta-1,5-diène est un composé organique de formule C8H12. En général noté COD, ce diène est un précurseur d'autre composés organiques et sert de  ligand en chimie organométallique,.

## Production et synthèse
Le cycloocta-1,5-diène peut être préparé par dimérisation du butadiène en présence d'un catalyseur au nickel, la réaction produisant un autre produit, le 4-vinylcyclohexène. Approximativement 10 000 tonnes de cycloocta-1,5-diène furent produites en 2005.

## Propriétés physico-chimiques

### Réactions organiques
Le COD réagit avec le borane pour former le 9-borabicyclo(3.3.1)nonane, appelé couramment 9-BBN, un réactif en chimie organique utilisé pour des hydroborations:
Le COD additionné de SCl2 (ou de réactifs similaires) donne le 2,6-dichloro-9-thiabicyclo[3.3.1]nonane:
Le composé dichloré résultant peut par la suite être transformé en  diazoture or dicyanure correspondant, par une substitution nucléophile.

### Complexes métalliques
Le COD-1,5 se lie en général à des métaux à faible valence, via ses deux double liaisons. Le complexe Ni(COD)2 est un précurseur de plusieurs complexes de nickel(0) et Ni(II). Les complexes métal-COD sont intéressants car ils sont suffisamment stables pour être isolés, et sont en général plus résistants que leur équivalent éthylénés. La stabilité des complexes du COD est attribuée à l'« effet chélate ». Les ligands COD peuvent être facilement remplacés par d'autres ligands, par exemple des phosphines.

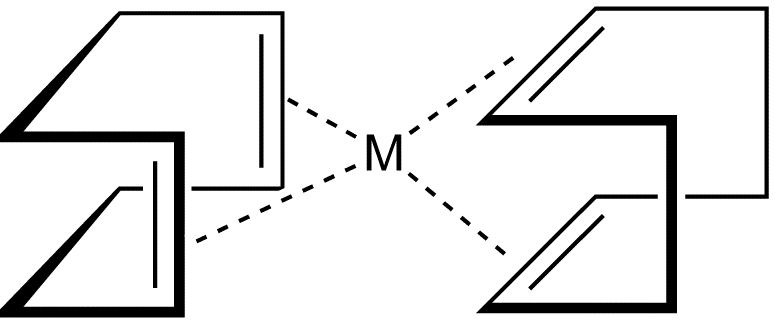
Structure de M(cod)_{2} pour M = Ni, Pd, Pt.

Le Ni(COD)2 est préparé par réduction d'acétylacétonate de nickel anhydre en présence de COD, et de triéthylaluminium :
1/3 [Ni(C5H7O2)2]3  +  2 COD  +  2 Al(C2H5)3  →  Ni(COD)2  +  2 Al(C2H5)2(C5H7O2)  +  C2H4  +  C2H6
L'équivalent Pt(COD)2 est préparé par une voie plus détournée, utilisant par le cyclooctatétraène de dilithium :
Li2C8H8  +  PtCl2(COD)  +  3 C7H10 → [Pt(C7H10)3] +  2 LiCl  +  C8H8  +  C8H12
Pt(C7H10)3 + 2 COD  →  Pt(COD)2  +  3 C7H10
Un travail important a été mené sur les complexes de COD, dont la majorité est décrite dans les volumes 25 , 26 et 28 de  Inorganic Syntheses. Le complexe du platine a été utilisé dans de nombreuses synthèses:
Pt(COD)2  +  3 C2H4  →  Pt(C2H4)3  +  2 COD
Les complexes de COD sont utiles comme composés de départ, un exemple remarquable étant la réaction :
Ni(cod)2  +  4 CO(g) {\displaystyle \rightleftharpoons } Ni(CO)4  +  2 COD
Le produit Ni(CO)4 est un composé très toxique, qui peut donc être avantageusement créé in situ plutôt que d'être injecté dans le milieu réactionnel.  
On peut notamment citer comme cas complexes du COD impliquant des métaux à faible valence, le Mo(COD)(CO)4, le [RuCl2(COD)]n, ou le Fe(COD)(CO)3.
Le COD est particulièrement important dans la chimie de coordination du rhodium(I) et de l'iridium(I), comme dans le catalyseur de Crabtree ou le chlorure de (cyclooctadiène)rhodium dimérique. 
Il existe aussi des complexes carrés plan de [M(COD)2]+ (M = Rh, Ir).